# Сментувко (Поморське воєводство)
Сментувко (пол. Smętówko, нім. Smentowken, 1942-45: Kleinschmentau) — село в Польщі, у гміні Сментово-Ґранічне Староґардського повіту Поморського воєводства.
Населення — 260 осіб (2011).
У 1975-1998 роках село належало до Гданського воєводства.

## Демографія
Демографічна структура станом на 31 березня 2011 року:
|          | Загалом | Допрацездатний вік | Працездатний вік | Постпрацездатний вік |
| -------- | ------- | ------------------ | ---------------- | -------------------- |
| Чоловіки | 129     | 29                 | 89               | 11                   |
| Жінки    | 131     | 31                 | 77               | 23                   |
| Разом    | 260     | 60                 | 166              | 34                   |